# (10180) 1996 EE2
1996 إي إي 2 (ويعرف أيضًا باسم (10180) 1996 إي إي 2 وفق تسمية الكوكب الصغير) (بالإنجليزية: 1996 EE2)‏ هو كويكب ضمن حزام الكويكبات؛ وترتيبه 10180 من حيث الاكتشاف.
اكتُشف هذا الجُرم الفلكي بواسطة Gordon J. Garradd ‏ في 15 مارس 1996.

## وصلات خارجية
- (10180) 1996 EE2 في قاعدة بيانات مختبر الدفع النفاث لأجرام النظام الشمسي الصغيرة

- الاكتشاف · مخطط المدار ·  العناصر المدارية · المعلمات المادية

- (10180) 1996 EE2 على موقع ويكي سكاي: DSS2, SDSS, GALEX, IRAS, Hydrogen α, X-Ray, Astrophoto, Sky Map, Articles and images